# Наукова фантастика Іспанії

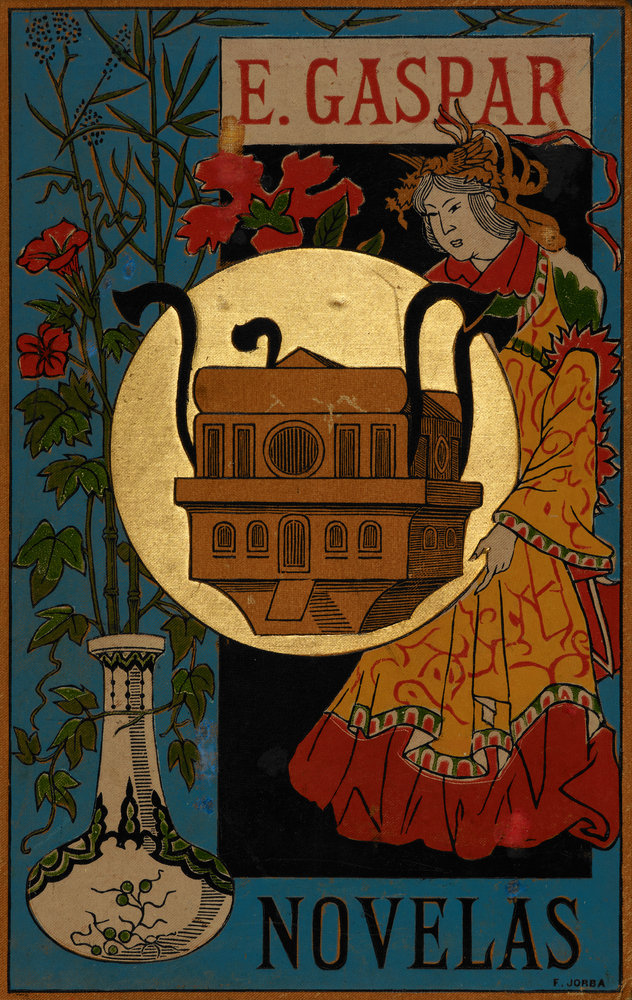
Обкладинка Анахронофор (El anachronópete, 1887), першого твору наукової фантастики, у якому представлена машина часу.

Наукова фантастика Іспанії — літературний, кінематографічний, коміксовий і телевізійний жанр, заснований на наукових фантазіях, який в Іспанії не досяг популярності та значення, які він має в англосаксонських країнах або в деяких інших іспаномовних країнах. Незважаючи на це, у цьому відношенні існує традиція, яка відображається у великій кількості опублікованих назв, а також у списку авторів. Багато з них нещодавно перемістилися в героїчне фентезі або дитячу чи молодіжну літературу через комерційний бум цих жанрів.

### Історична довідка

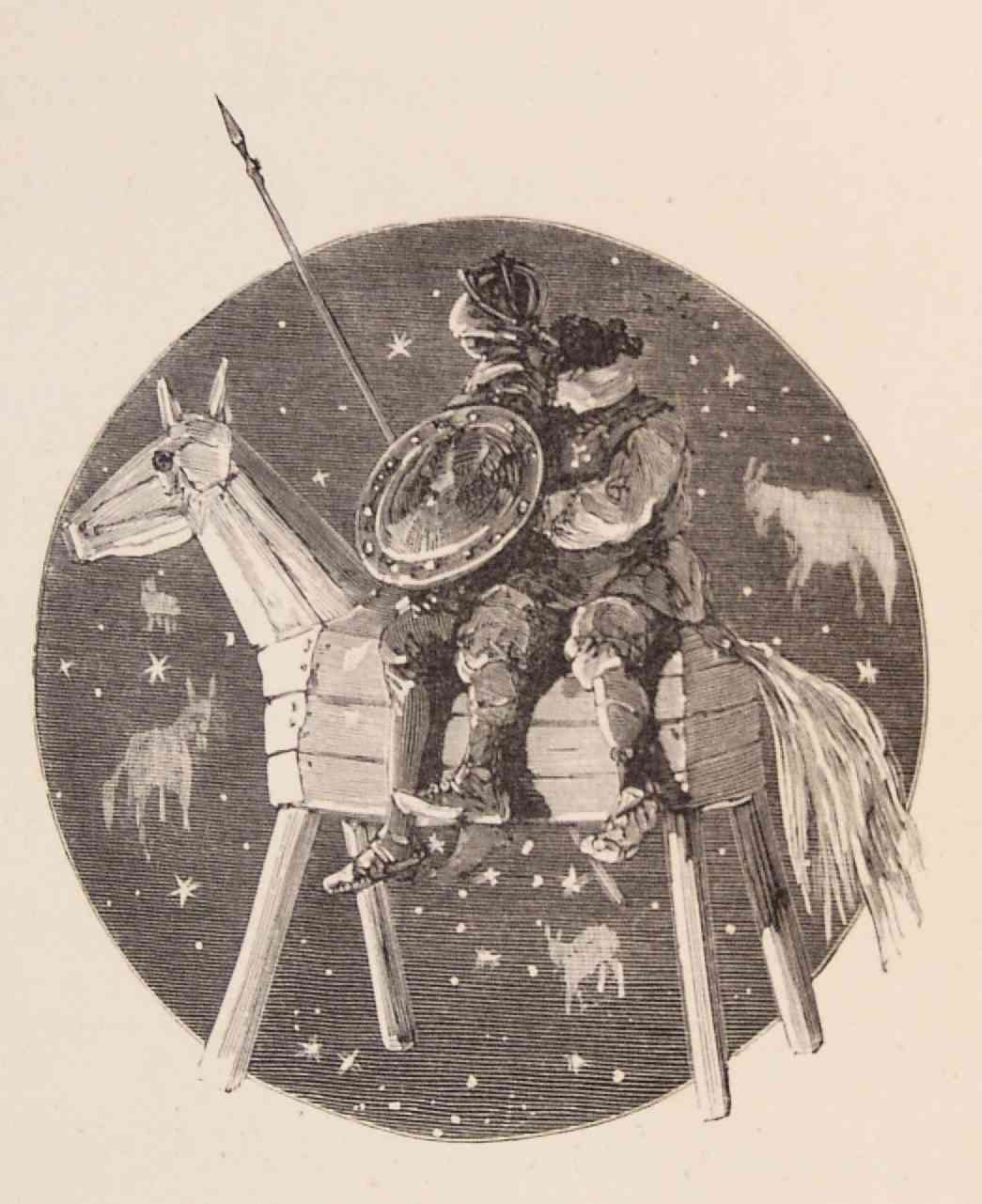
Ілюстрація Кіхота, на якій зображено Дон Кіхота та Санчо Пансу верхи на Клавіленьо. Видання анотовано Ніколасом Діасом де Бенжумеа та проілюстровано Рікардо Балака.

Однозначного визначення «наукової фантастики» немає. У 1953 році Мішель Бютор вважав науковою фантастикою ті історії, «які розповідають про міжпланетні подорожі». Це дуже вузьке бачення згодом було розширено, вважаючи наукову фантастику історіями, які мають фантазійну волю, те, що Мікель Барсело називає «Що було б, якби…?», на додаток до компоненту «відчуття подиву». У цьому сенсі Браян В. Олдісс вважає роман Мері Шеллі «Франкенштейн або сучасний Прометей» (1818) першим романом цього жанру, але його можна поширити на міфологію чи фентезі, позбавлені науки й техніки.
Однак встановити обмеження як з точки зору часу, так і з точки зору літературного жанру настільки важко, що письменник Норман Спінрад сказав, що "наукова фантастика — це все, що видавці публікують під етикеткою «наукова фантастика». Незважаючи на це, серію історій, особливо утопічних, можна вважати попередниками наукової фантастики, які переходять у сферу спекуляцій.
Наприклад, Юлій Кагарлицький праці у «Що таке наукова фантастика?» (1977) хотів побачити в одинадцятій історії «Графа Луканора» (між 1330 і 1335 роками) «Про те, що сталося з деканом Сантьяго з доном Ілланом, великим майстром, який жив у Толедо», «предтечу подорожей у часі або паралельних світів», замість того, щоб класифікувати її як чарівну казку. У своїй роботі Юлій Кагарлицький також описав її як «предтечу подорожей у часі або паралельних світів».
Близькою до фантастики та світу легенд є «Сарразинська хроніка» або «Хроніка короля дона Родріго про руйнування Іспанії» Педро де Корраля, написана у 1443 році та опублікована у 1499 році, фактично перший лицарський роман в іспанській літературі, який включає деякі фантастичні елементи, такі як своєрідний телевізор зі ртуті, який головний герой знаходить у печері Геркулеса, що передбачає майбутнє. Серед утопій найвідомішим прикладом є «Книга красномовного імператора Марко Ауреліо з відновленням принципів» (1527) Антоніо де Гевари. Ця утопія описує звичаї і закони «гарамантів» — простого і мирного народу, який не носить зброї і має лише сім законів, але є непохитним у їх застосуванні.
Серед зоряних подорожей, безперечно, слід згадати подорож Санчо Панси «на борту» Клавіленьо, яку Сервантес містить у другій частині «Дона Кіхота». Однак подорож на Місяць, яку Хуан Мальдонадо описує у своїй історії «Сомніум» 1532 року, їй передує. За словами Аугусто Урібе, «оповідь, хоч і в зародковій формі, вже містить три елементи, характерні для наукової фантастики: космічні подорожі, позаземні істоти та опис суспільства, яке відрізняється, якщо не краще, ніж земне». Перша подорож на Місяць, написана іспанською мовою, належить Дієго де Торрес-і-Вільярроелью у його «Фантастичній подорожі Великого Піскатора з Саламанки». Подорожі обома світами, відкриття їхніх речовин, поколінь і виробництв. Наука, судження та припущення про затемнення 22 травня нинішнього року 1724 (про яке писали Астрологи Півночі) тощо, написане його автором, бакалавром Доном Дієго де Торресом, професором філософії та математики, заступником для кафедри астрономії Саламанки , здійснює мрійливу подорож до супутника. У 1787 році, у віці дев'ятнадцяти років, Хосе Марчена опублікував «Відвідування Місяця» в «Ель Обсервадорі», газеті з промовами, в якій він використав опис місячного суспільства, щоб люто критикувати сучасне іспанське суспільство.
Нарешті, варто згадати три плоди Просвітництва, які, як не дивно, належать авторам з Ла-Манчі. По-перше, утопія «Подорож філософа до Селенополісу» ( 1804) Антоніо Маркеса-і-Еспехо, переклад/адаптація книги «Подорож філософа до невідомої країни до мешканців Землі» (Le voyageur philosophe dans un pays inconnu aux habitants de la Terre) пана де Лістонаї, псевдонім Даніеля Жоста де Вільньова, опублікованої в Амстердамі в 1761 році. Ще одним літаючим священиком XVIII століття, а також видатним вченим і астрономом та автором першої енциклопедії іспанською мовою, був єзуїт Лоренцо Ервас-і-Пандуро, автор книги «Статична подорож до планетарного світу» («Естетична подорож до планетарного світу: в якій спостерігається механізм та основні явища неба; вказуються фізичні причини та демонструється існування Бога та його чудові атрибути» (Мадрид, Імп. де Азнар, 1793 та 1794 рр., 4 тт.)). Ця праця використовує невеликий наративний аргумент, щоб пояснити насправді чисту і просту астрономію, вже не сучасну, але передову на той час. Нарешті, не менш цікавою або навіть більш цікавою, ніж утопія Антоніо Маркеса, але цілком оригінальною, є антиутопічна казка або антиутопія дуже сучасного манчеґанського ілюстратора Кандідо Марії Трігероса «Світ без жертв», перша в іспанській літературі. Він увійшов до його збірки романів «Мої захоплення. Склад приємних дрібниць» (Мадрид, 1784, том II). Вона написана, очевидно, як підтвердження теорій Бернарда Мандевіля та Адама Сміта та вказується як попередник «Семи колон» (1926) Вацлао Фернандеса Флореса. Утопічні елементи з'являються в оригінальному продовженні або доповненні (1778), написаному Гутьєрре Хоакіном Вака де Гусманом до свого перекладу під назвою «Подорож Енріке Вальтона до незвіданих австралійських земель та до країни монахів» (1769—1771) італійського класика уявних подорожей, «Подорож Енріко Вантона до незвіданих австралійських земель та до королівств Скіммі та Чіночефалі» (1749/1764), здійсненого Заккаріа Серіманом; «Подорож до країни Айпархонтів», опублікована в «El Censor» у 1784—1785 роках; подорож на Місяць, описана абатом Хосе Марченою в четвертому дискурсі "El Observador " у 1787 році та «Найбільша пригода бакалаврату», що з'явилася в кадіській газеті "El Argonauta Español " Педро Гателла в 1790 році.
Деякий магічний реалізм міститься в жанрі чарівної комедії siglo XVIII, показує, в якому з'явилася біла магія (інквізиція перешкодила подальшому обговоренню іншого) ототожнена з технікою, наукою та знаннями. Ці твори інколи були натхненні реальними героями, такими як Дон Хуан де Еспіна на його батьківщині та Дон Хуан де Еспіна в Мілані драматурга Хосе де Каньїсареса та дуже відома «Подив Франції», Марта ла Ромарантіна також від того самого автора, і який був найбільш виконуваним твором XVIII століття, особливо за барвисті спецефекти та автомати чи анімовані статуї. Прихильність публіки до цього жанру призвела до того, що до цього твору, наприклад, додали ще три продовження. Обидва персонажі натхненні реальними особами, такими як загадковий Хуан де Еспіна-і-Веласко (1565—1642), багатий аристократ та інженер Золотої доби, який цікавився наукою і був власником деяких технологічних артефактів та рукописів Леонарда да Вінчі, яким захоплювалися письменники того часу, такі як Луїс Велес де Гевара, Хуан де Пінья або Алонсо Кастільйо Солорсано, а також французька чаклунка Марта Бросьє.

### Протонаукова фантастика
В Іспанії в середині століття почалася література того, що вже можна вважати «науковою фантастикою». Цей перший етап, який в Іспанії триватиме до Громадянської війни, часто називають «протонауковою фантастикою», хоча також його називають «науковими фантазіями» або «утопічною літературою».
Подорож у космос відносно часто зустрічається в пізньому романтизмі; можна згадати «Подорож уві сні на Місяць, або Зулема і Ламберт» (1832) Хоакіна дель Кастільйо; «Астольфо. Подорожі до невідомого світу, його історії, законів та звичаїв» (1838), невстановленого D. F. de M. не ідентифіковано з упевненістю Lunigrafo. ; «Луніграфія: тобто цікаві новини про виробництво, мову, релігію, закони, звичаї та звички місячного народу» (1855—1858) Мігеля Есторча та Сікеса; «Селенія» Ауреліо Кольменареса та Оргаса (1863); «Подорож на планету Юпітер» (1871) Антоніо де Сан-Мартіна та «Подорож на найяскравішу з планет» ( 1870—1871) Тірсо Аґімани де Веки.
Роман Амаліо Гімено, пізніше перекладений французькою мовою, «Мешканець крові» (1873), розповідає про пригоди червоної кров'яної клітини, наділеної свідомістю та особистістю, це лише перша з серії пізніших іспаномовних медичних алегорій: Хуан Гіне і Партагас «Подорож до Цереброполісу» (1884), «Сім'я онкосів» (1888) і «Таємниці божевілля» (1890; перекладено на італійську) і Сільверіо Домінгеса «Бактеріологічні інверсії» (1894) і «Туберкульоз або мікробна впевненість» (1894). Можна згадати галісійською мовою роман Луїса Отеро Піментеля «Кампаньа да Капрекорнека» (1898), який є уявною та фольклорною подорожжю уві сні на Місяць, а також оповідання «Одинадцять тисяч дев'ятсот і двадцять шість» (1927; пізніше зібрано у другому виданні Dos arquivos do trasno [З архіву Trasgo], 1962), Рафаеля Дієсте. Першим науково-фантастичним романом каталонською мовою, який, у свою чергу, є першим іспанським твором, який стосується теми «Франкенштейна» або «штучних людей», є «Штучні будинки» (1912) Фредеріха Пухула і Валлеса.
Маріано Мартін Родрігес зазначає, що "протонаукові сарсуели насправді не були чимось незвичайним в Іспанії того часу, оскільки в майбутньому було поставлено щонайменше дві сарсуели, а саме «Наступне століття» Мігеля Рамоса Карріона(1876) та «Мадрид у 2000 році» Гільєрмо Перріна і Мігеля де Паласіоса(1887), а також театральна уявна подорож "Мадрид під сонцем « Карлоса Луїса де Куенки(1886)». У тому ж гумористичному регістрі — новаторський персонаж у міжнародній науковій фантастиці, який можна порівняти з Енріке Ґаспаром «Доктор Орміґільйо» ( 1890—1891), дидактичним романом для дітей Хосе Загонеро, опублікованим частинами і незавершеним, який той самий автор переписав під назвою "Доктор Менудільйо " (Cuentos quiméricos y patraños, 1914) у вигляді повнометражної оповіді для дорослих, який той самий автор переписав під назвою «Лікар Менуділло» (Cuentos quiméricos y patraños, 1914) як завершену оповідь для дорослих, посиливши гумористичний тон, присутній у першій версії, і перетворивши його на філософсько-сатиричну казку, спрямовану проти наукових (і патріархальних) уявлень ХІХ сторіччя. «Його тема, — пише Мартін Родріґес, — (мініатюризація вченого, який стикається з гігантськими для нього маленькими тваринами через зміну розмірів, якої він зазнає після того, як випив зілля індуїстського мудреця) збігається з темою класичної „Людини, що зменшується“ (1956)» Річарда Метісона, з якого це, можливо, перший прецедент".
Жанр не є одним із найплідніших в іспанській літературі, але його використовувало багато авторитетних авторів. Однак загалом, на відміну від англосаксонського та центральноєвропейського світу, які домінують у цій галузі, і незважаючи на вплив Верна та Веллса, ці роботи не розвивають найвідоміших тем наукової фантастики: роботів, прибульців чи космічних подорожей. Підбадьорювані регенераціонізмом і зумовлені національною технологічною відсталістю, латиноамериканські автори присвятили себе насамперед альтернативній історії та постапокаліптичному майбутньому.
У цій групі, наприклад, варто відзначити спекулятивні фантазії, такі як «Cuatro siglos de buen gobierno» «Чотири століття доброго уряду» (1883; зібрано в «Крізь уявні простори (з зупинками на Землі)» 1885), ймовірно, один із перших європейських прикладів тоді ще мало культивованого в Іспанії жанру урбаністики; це переписування іспанської історії Ніло Марією Фаброю, за яким Іспанія «зберегла свою світову могутність до кінця дев'ятнадцятого сторіччя і ось-ось покине Землю, щоб колонізувати Марс». Найвідоміше оповідання Фабра провіщає як майбутні зображення тоталітаризму, так і застереження, зроблені в численних наукових фантастичних творах ХХ століття проти технології, яка більше не контролюється гуманістичним світоглядом. Так, «Тейтан Чудовий» (1895; збірка «Теперішнє і майбутнє», 1897) — це портрет диктатора, який панує над усім світом як «уособлення Бога-Держави» і який придбав механічний пристрій, здатний читати думки людей, за допомогою якого він може завершити свою абсолютну монополію на владу. Безумовно, художньо-науковий доробок Фабри широкий і багатий на цікаві ідеї. «Історія майбутнього» Леопольдо Аласа, включене до збірки «Господь та решта, оповідання» (1893), безсумнівно, є найоригінальнішим у цьому томі. Передбачаючи магічний реалізм і проводячи іронічний паралелізм із «Книгою Буття», він вигадує першу постапокаліптичну історію в іспанській літературі за участю доктора Адамбіса та його злої дружини Евелінди із символічними іменами. Доктор винаходить машину колективного самогубства і знищує людство; лише він і його напарник рятуються. Вони знаходять Бога, який блукає світом, і той веде їх до Раю, але лікар втомлюється від матеріалізму дружини, пара розпадається, і Бог виганяє її з Раю; самотність у цих умовах призводить до того, що лікар починає жадати смерті, яка стала неможливою. Після цього прецеденту покоління реалізму чи покоління 1968 року з'явилася когорта різних авторів покоління 1998 року: «Руїни Гранади» (1899), Анхеля Ганіве, «Кінець світу» (1901) та «Передісторія» (1905), Асорін, «Виправлений песиміст» (1905), Сантьяго Рамон-і-Кахаль, «Республіка 8 року та втручання року 12» (1902) Піо Бароха та «Меканополіс» (1913) Мігеля де Унамуно, в яких викривається ненависть звичайної людини до технологічного відчуження. Про важливість жанру свідчить той факт, що Рамон-і-Кахаль опублікував півдюжини оповідань, які можна включити до збірки.
До цих авторів серед покоління 14-го noucentismo слід додати так звану «Лондонську групу» або «Лондонських хлопців», Луїса Араквістайна, Сальвадора де Мадаріагу, Рамона Переса де Айялу та, з попередньої групи дев'яностих Раміро де Мезту. Ці чотири автори, які працювали та жили в Лондоні, підтримували контакти з англійськими авторами наукової фантастики того часу: Джорджем Бернардом Шоу, Гербертом Веллсом та Олдосом Гакслі. Від Лондонської групи походять кілька важливих гумористичних утопій, наприклад «Сентиментальний клуб» (1-е видання, 1909) / «Сентиментальна революція» (2-е видання, 1928), Рамона Переса де Аяли; «Говорять два світи» («Сорок днів міжпланетних відносин») (1922), щільний веллсіанський роман антиклерикального священика Хосе Феррандіса; «Чудовий архіпелаг», Араквістайн, і «Священний жираф» (1925), Сальвадора де Мадаріаги. Найуспішнішим науково-фантастичним романом до громадянської війни був «Жіночий рай» (1928) Вісенте Бласко Ібаньєса, який розповідає про стосунки між чоловіками та жінками з кінематографічною структурою та розмитим сюжетом, який «сьогодні може здатися чимось складним для читання». І найбільш передбачуваний, «Власник атома» (Мадрид: Historia Nueva, 1928), короткий роман ноуцентиста Рамона Гомеса де ла Серни, який уже розповідає про енергію та атомну бомбу … в 1928 році!
На той час вплив Жуля Верна був величезним, і кілька авторів пішли по стопах француза. Однак іспанський «вернізм» був більш сміливим, йшов далі та був більш фантазійним, передбачаючи нововведення, які згодом з'являться в інших країнах. Найкращим прикладом є «Анахронофор» (1887) Енріке Гаспара-і-Рімбау, у якому з'являється машина часу, яка на вісім років випереджає машину Веллса. Також уже згадана «Луніграфія» (1855) Мігеля Есторча і Сікеса, яка передує творчості Верна, і Рафаель Замора і Перес де Урріа у своїй "Кріменській літературі " (1906), яка описує автомати, роботів і «церебральну машину» дуже схожі на наші ноутбуки, є й інші цікаві приклади. Двома авторами, які найкраще представляють цю течію, є Хосе де Елола та Хесус де Ерагон, так звані «іспанські верни». Елола писала під псевдонімом Коронель Ігнотус у спеціалізованій збірці Biblioteca Novelesco-Cientifica, її замінив у збірці Нрагон, який публікував під псевдонімом Коронель Сіріус. Варто відмітити і Ніло Марію Фабра, засновника Агенції ЕФЕ — опосередковано та перипетіями — який опублікував три збірки науково-фантастичних оповідань: «Крізь уявні простори» (1885), «Ілюстровані історії» (1895) та "Сьогодення та майбутнє " (1897). Інші автори, яких можна згадати, це Педро де Ново і Колсон, «Моряк 19-го століття або Наукова прогулянка через океан» (1872); Сегізмундо Бермехо, «Доктор Хуан Перес» (1880); і оповідання вищезгаданого Хуана Гіне-і-Партагаса «Подорож до Цереброполісу» (1884), «Сім'я Онкос» (1888) і «Таємниці божевілля» (1890).
Серед подорожей на Марс можна згадати: «Подорож на Марс» (1928), Модесто Брокос, і «Таємниця божевільного» (1928) / «Кінець зоряної експедиції» (Подорож на Марс) (1932), Беніньо Беджарано. На додаток до серійних романів, «Подорож на планету Марс» (1933), що складається з 24 буклетів із колекції Нік-Фокса, написаної В. Беррімор, псевдонім невідомого іспанського автора; «Подорож на планету Марс», 24 буклети з такою ж назвою, але від видавництва Marco, автором якого міг бути Хосе Канельяс Касальс, відомий насамперед своїм романом «Після водневої бомби»; нарешті, «Подорож на Марс» К-Хіто, псевдонім коміка та карикатуриста Рікардо Гарсіа Лопеса, де з гумором розповідається про пригоди на Марсі курсантів Пепіто Біноміо та Хуаніто Есполета. Серед сатиричної наукової фантастики слід також згадати Хуана Переса Суньїгу, який у своєму творі «Шість днів за межами світу. Мимовільна подорож» (1905) описує подорож до Венери в плавучій шафі, астронавти якої їдять шинку, щоб вижити.

Наукову фантастику також спонсорували католицькі видавці, які намагалися використати її для впровадження соціальної критики. Серед цих книг ми можемо виділити Елоїзу і Морлока (1919), Карлоса Мендісабаля, яка заснована на «Машині часу» Велза. Твір мав великий вплив на пізніші романи, такі як "Єрусалим і Вавилон " (1927) Антоніо Ібаньєса Барранкероса та "Кінець часів " (1933) Карлоса Орті-і-Муньоса.
- Хуан Гіне-і-Партагас (1836-1903)
- Енріке Гаспар-і-Рімбау (1842-1902)
- Ніло Марія Фабра (1843-1903)
- Педро де Ново і Колсон (1846-1931)
- Модесто Брокос (1852-1936)
- Хосе де Елола (1859-1933)
- К-Хіто (1890-1984)

### Післявоєнний час і «важкі романи»
Громадянська війна спричинила величезний перелом в іспанській науково-фантастичній літературі. У той час як у Сполучених Штатах між 1938 і 1950-ми роками відбувався «Золота епоха», в Іспанії за часів Франко будь-який тип літературної фантазії, який не належав їм, сприймався з підозрою (за винятком Агустіна де Фокси, автора класичних оповідань «Подорож до ефемерів» і, перш за все, «Ганс і комахи», хоча він також випустив антиутопічну драму «Осінь 3006 року») як лівизна. А зліва зневажалося все, що не було соцреалізмом. Брат Агустіна, інженер Хайме де Фокса, також написав цінну антиутопію, яка просуває ідеї екологічної екології та захисту природи, «Мареа Верде» (1951). Вона стала фіналістом премії Пухоля та заглиблюється в таємницю фотосинтезу. В іншому його романі дикий кабан розповідає про своє життя від першої особи: «Солітаріо. Пригоди і роздуми кабана» (1960). Але в пустелі, якою була іспанська наукова фантастика протягом трьох десятиліть після Громадянської війни, можна було побачити лише кількох «снайперів», які продовжували довоєнні традиції антиутопії та гумору, дуже характерні для іспанської наукової фантастики. Найвідомішими роботами є «Неймовірна бомба» (1950) Педро Салінаса, антиутопія, в якій він демонструє свою стурбованість матеріалізмом і західним суспільством; п'єса «Чотири серця з гальмами та реверсом» (1936) Жардіеля Понсела розповідає про п'ять героїв, які приймають еліксир вічної молодості; і, нарешті, «Корабель „ (1959) Томаса Сальвадора, який стосується теми корабля поколінь, який забув своє походження, передчуваючи “нову хвилю» у підході до твору. Крім того, серед цієї групи авторів, «зовнішніх» щодо наукової фантастики, які пишуть у цьому жанрі лише тимчасово, варто згадати «Різання, різання, різання» (1959) Даніеля Суейро, «Контрабандист дезертирує» (1973) Антоніо Бургоса, на півдорозі між соціальною фантастикою Рея Бредбері та кафкіанської притчею та «Сьогодні» (1979) Хесуса Торбадо, альтернативна історія про виграну громадянську війну для Республіки. Як і «Фонд» (1974) Антоніо Буеро Вальєхо, деякі з цих творів не були визнані науковою фантастикою.
У середині ХХ століття з'явилися «novas de a duro» (романи у твердій палітурці), пізніше названі «bolsilibros», в наслідування американської пульп- літератури з двадцятирічним запізненням. Мало шановані літературним істеблішментом, їхні автори і самі видавці не ставилися до них з великою повагою: вони були засобом для існування; насправді, існують анекдоти, які стверджують, що оригінали відхилялися за те, що «мали занадто високу якість». Автори повинні були подавати один роман на тиждень, надрукований на машинці, без можливості переосмислення чи виправлення, в обсязі, обмеженому розміром романів, який міг поміститися в кишені штанів, маючи на увазі, крім того, що більшість їхніх авторів були незнайомі з зарубіжною науково-фантастичною літературою і спиралися на американські фільми категорії «Б». Проте, їхній комерційний успіх був величезним, і сьогодні їх жадібно розшукують колекціонери. Зрештою, якість була дуже нестандартною, і деякі імена відомих авторів виявилися серед найкращих, таких як Домінго Сантос або Анхель Торрес Кесада, автор серії «Зоряний орден». Усі вони публікувалися під американізованими псевдонімами: Сантос — «P. Danger», Рамон Бротонс — «Walter Carrigan», Хосе Кабальєр — «Larry Winters», Анхель Торрес Кесада — «Alex Towers» і «A. Thorkent», Паскуаль Енгіданос — «George H. White» і «Van S. Smith», Хосе Негрі Харо — «J. Negri O'Hara», Вісенте Адам Кардона — «Vic Adams» і «V. A. Carter», Луїс Гарсія Леча — «Луїс Г. Мілк» і «Кларк Каррадос», Педро Гірао Ернандес — «Пітер Капра», «Волт Г. Донован», «Філ Вібер» або «Майк Адамс», Хуан Гальярдо Муньос — «Джонні Гарланд», а Енріке Санчес Паскуаль — «Правовий простір», «H. S. Thels», «W. Сампас», «Алан Старр», «Лайонел Шерідан», «Алекс Сіммонс» — який написав не менше 350 романів, навіть створив власну збірку «Робот», в якій спробував звільнитися від редакторського корсета під псевдонімом «Алан Комета».
Першою збіркою романів такого типу, що з'явилася в Іспанії, став журнал «Futuro, novas de Ciencia y Ficción», який виходив з 1953 по 1956 рік, загалом 34 номери. Журнал був практично особистим проектом Хосе Маллоркі Фігероли, автора «Койота», який перекладав американські оповідання, змінюючи назву та ім'я, щоб не платити роялті, і який навіть написав кілька оригінальних оповідань, копіюючи американські зразки. Було багато інших колекцій, деякі ефемерні, інші більш довговічні, такі як Naviatom, La conquista del espacio, Galaxia 2000, Héroes del Espacio або різні колекції видавництва Toray. Але найважливішим був, безсумнівно, журнал «Космічні винищувачі» (Luchadores del espacio), який почав виходити в 1953 році, зрештою мав 120 випусків. Важливість збірки полягає насамперед у публікації «Саги про Азнара», серії з 32 романів, опублікованих з 1953 по 1958 рік «Джорджем Х. Вайтом», псевдонімом Паскуаля Енгвіданоса. Збірка була перевидана в 1970-х роках, коли було додано ще 24 епізоди, які раніше не видавалися. Сага про Азнара отримала премію Г'юго за найкращу європейську науково-фантастичну серію на Eurocon у Брюсселі в 1978 році, випередивши інших важливих фільмів, таких як німець Перрі Родан.

### Початки сучасної наукової фантастики та перехід до проспекції
Перші кроки у самосвідомій сучасній науковій фантастиці прийшли до Іспанії з Аргентини за допомогою журналу Más Allá de la Ciencia y la Fantasía, 48 номерів якого вийшло з 1953 по 1957 рік. Журнал, створений за зразком північноамериканських, як і The Magazine of Fantasy & Science Fiction, пропонував оповідання американських авторів золотої епохи та кілька оригінальних, написаних іспанською мовою. У 1955 році з Аргентини також почали надходити книжки, опубліковані видавництвом Minotauro, яке донині активно працює в Барселоні та здобуло визнаний авторитет завдяки редакторській роботі Франсіско Порруа. Видавництво, яке першим віднесло свої книжки до категорії «наукова фантастика», друкувало переважно англосаксонських авторів, класиків Золотої епохи.
На початку шістдесятих років з'явилися перші іспанські збірки книг, присвячені науковій фантастиці: «Зеніт» (1960—1964), «Галактика» (1963—1969), «Вихровий, нескінченний» (1965—1968) тощо. серед яких Особливо виділяється збірка «Туманності» (1955—1968), де вийшло 138 томів. Здебільшого це були переклади з англійської, але вийшло кілька антологій іспанських авторів, серед яких слід згадати Домінго Сантоса, Ф. Вальверде Торне та Антоніо Рібера. Такі видавці, як Acervo або Castellote Editor, також зробили компіляції національних авторів, опублікувавши оповідання Франциско Альвареса Вільяра, Франциско Лескано, Хуана Г. Атьєнца, Карлос Буїза та Хуан Хосе Планс, останні двоє мали великий вплив на іспанському телебаченні в ті роки.
У ці роки особливо виділялася творчість Домінго Сантоса, безперечно, дойєна іспанської наукової фантастики. Сантос, який походив з гостросюжетних романів, опублікував у цей період кілька цікавих творів, таких як оповідання «Метеорити» (1965) та роман «Доісторичні історії» (1967), які вирізнялися своєю якістю. Його роман «Габріель», історія про робота, що набуває людської свідомості, досяг історичної віхи, будучи перекладеним французькою мовою, і став першим іспанським науково-фантастичним твором, перекладеним іншою мовою. Але значення Сантоса полягає насамперед у його видавничій діяльності, як директора кількох книжкових збірок та упорядника антології «Найкраща іспанська наукова фантастика» (1986), а також як редактора журналу «Новий вимір» (Nueva Dimensión — ND; 1968—1983). Редагований, окрім Сантоса, Себастьяном Мартінесом та Луїсом Відгілом у видавництві Dronte, він є, мабуть, найвпливовішим на іспанській сцені та, звичайно, найдовшим. У 1977 році на виставці Eurocon у Трієсті він був нагороджений як найкращий європейський науково-фантастичний журнал.
Вважається, що «Новий вимір» (Nueva Dimensión) відкриває перехід сучасної іспанської наукової фантастики від пригодницького підходу, який не зникне повністю, до перспективної літератури, яка намагається відповісти на питання «що було б, якби…?» Серед цих трансформуючих авторів ми можемо виділити Хуана Мігеля Агілеру — «Сага Акаса-Пушпа» (1988—2005) — і Рафаеля Маріна — «Сльози світла» (1984), «Єдинороги без голів» (1987), «Менестрель» (2006) —, які пізніше успіху та включає групу з меншим комерційним успіхом: Ігнасіо Ромео, Хосе Ігнасіо Веласко, Хайме Росаль дель Кастільо та Енріке Лазаро. Варто згадати Габріеля Бермудеса Кастільо — «Подорож на планету Ву-Вей» (1976) і «Людина-зірка» (1988) — автора, якого важко класифікувати, пам'ятаючи передусім тим, що в його романах були посилання на іспанську мову. Карлос Саїс Сідонча — один із беззаперечних класиків іспанської наукової фантастики, який після майже сорока років літературної діяльності будує свої романи навколо Галактичної імперії («Падіння Галактичної імперії», 1978), а також є істориком жанру в Іспанії завдяки праці «Наукова фантастика як феномен комунікації та масової культури в Іспанії» («La ciencia ficción como fenómeno de comunicación y de cultura de masas en España», 1988). Ми можемо включити до цієї групи, мабуть, найкращий твір наукової фантастики, написаний каталонською мовою, «Меканоскрипт другого походження» (1974) Мануеля де Педроло, постапокаліптичну антиутопію. Серед небагатьох жінок, які писали наукову фантастику в той час, варто виділити Марію Гуеру, яка разом зі своїм сином Артуро Менготті опублікувала серію цікавих оповідань з 1968 по 1971 рік. З 1955 по 1990 рік із приблизно 1300 книжок наукової фантастики, які були опубліковані в Іспанії, лише близько 50 були написані іспанськими письменниками.

### ПоколінняHispaCon
У 1990-х роках в Іспанії стався невеликий видавничий вибух наукової фантастики. Можливо, головною рушійною силою були фанзини, невеликі імпровізовані журнали з мінімальним бюджетом, які з 1970-х видавали аматори. Серед найважливіших — Kandama, Space Opera, Master, Tránsito, Cyberfantasy, Kembeo Kenmaro, Ad Astra, Parsifal, Elfstone і Bucanero. Починаючи з 1990 року, публікувався фанзин BEM, найважливіший і найтриваліший з усіх, а пізніше, протягом десятиліття, Artifex, керований Луїсом Г. Prado та Gigamesh, фанзин, виданий однойменною книгарнею, керований Хуліаном Дієсом, а потім Хуаном Мануелем Сантьяго. Іншими факторами, що вплинули на поширення жанру, були популяризація Hispacon і поява тематичних зібрань у великих містах. Таким чином, Іспанська асоціація фентезі, наукової фантастики та терору (AEFCFT) була заснована в 1991 році та створені нові спеціалізовані колекції, такі як колекції Мартінеса Рока, Хукара, Дестіно, Едафа, Гріхальбо, Мірагуано, Ультрамар або Ediciones B, хоча лише ці три Останні регулярно публікуються іспанськими авторами.
«Буму» передувала публікація «Сльози світла» (1984) Рафаеля Маріна та «Світи в безодні» (1988) Хуана Мігеля Агілери та Хав'єра Редаля. Хоча оповідання Рафаеля Маріна «Ніколи не кажи добраніч незнайомцю» (1979) можна вважати початком сучасної іспанської наукової фантастики, Марін набагато більш відомий завдяки космічній опері «Сльози світла». Його заслуга як автора полягає у використанні класичної іспанської літературної традиції та в ретельному використанні мови з чітким поетичним баченням. «Світи в безодні» та його друга частина «Діти вічності» (1989), плід співпраці авторів Хуана Мігеля Агілери та Хав'єра Редаля, представляють собою невиданий до того моменту в Іспанії tour de force: амбітна науково-космічна опера, жорстка фантастика, яка гармонізує технологічний епос зі складними політичними та релігійними сюжетами. У творчості Агілери також є «Дурість бога» (1998), в якому Роджер де Флор і Рамон Лулль з'являються в місті середини XIX століття.
Автори, які спорадично писали науково-фантастичні твори, це Сезар Майоркі та Еліа Барсело, мабуть, два найкращі автори цього покоління. Майоркі, син письменника Хосе Мальоркі, в основному присвячений молодіжній літературі, але написав кілька видатних оповідань, таких як «Будинок доктора Петало» (1995), «Зграя» (1993) і «Крижана стіна» (1995) та короткий роман «Колекціонер марок» (1995). Еліа Барсело є не лише найпліднішим автором іспанської наукової фантастики, але й, можливо, найважливішим у цьому жанрі в Іспанії. Його якість підтверджено нагородами Ignotus за його оповідання «Зірка» у 1991 році та UPC у 1993 році за його короткий роман «Світ Ярека», можливо, один із найкращих в іспанській науково-фантастичній літературі. Іншими його відомими науково-фантастичними творами є оповідання «Саґарда» (1989) і «Небезпечне майбутнє» (2008), а також роман «Природні наслідки» (1994), жорстка критика мачизму. Іншими відомими авторами є Леон Арсенал, його оповідання зібрано в антології «Поцілунки скорпіона» (2000); Родольфо Мартінес з «Посмішкою кота» (1995), «Адепт королеви» (2009) і «Сад пам'яті» (2010); Хав'єр Негрете, який у свої ранні роки написав кілька творів наукової фантастики, а згодом віддав перевагу фентезі та історичним романам, написав «Погляд фурій» (1997) і «Сутінковий стан» (1993), повну гумору книгу, яка стала одним із найуспішнішої іспанської наукової фантастики; Хуан Карлос Планеллс, який опублікував лише El Confrontation (1996) у цьому жанрі; на додаток до канонічних авторів, які наблизилися до жанру: Гонсало Торренте Баллестер, з «Можливо, вітер несе нас у нескінченність» (1984); Хосе Марія Меріно з «Новелою Андреса Чоза» (1976); Роза Монтеро з «Тремтінням» (1990) і «Сльози під дощем» (2011); Сусо де Торо, з «Мисливською тінню» (1995); і Рей Лоріга з «Токіо більше не хоче нас» (1999). Серед авторів каталонською мовою варто виділити Мікеля де Палола з «Садом семи сутінків» (2007).

### Сьогодення
Більшість провідних авторів наукової фантастики останніх п'ятнадцяти років працюють у цьому жанрі вже давно. Більшість з них почали публікуватися в 1990-х, або навіть раніше, і нових імен з'явилося не так вже й багато.
Мабуть, найповнішим автором свого покоління є Едуардо Вакерізо, автор із дорогоцінною мовою, який відходить від жорсткої наукової фантастики. Він шість разів отримував нагороду Ignotus, окрім нагород Домінго Сантоса та USC. Його найвідомішими роботами є «Танок темряви» (нагорода Ignotus 2006) і «Пам'ять про темряву», які, хоча й не пов'язані між собою, мають спільний всесвіт. Можна також відзначити лірику «Остання ніч Гіпатії» (премія Ignotus 2010), подорож у часі. З того ж періоду належить Рамон Муньос, автор деяких науково-фантастичних оповідань, але він віддав перевагу історичним романам.
Двома найбільш репрезентативними авторами наукової фантастики — у найкоротшому сенсі слова — були б Фелікс Пальма і Хосе Антоніо Котріна. Пальма відомий головним чином своєю трилогією «Карта часу» (премія «Атенео де Севілья» 2008), «Карта неба» та «Карта хаосу», які йому вдалося помістити в список бестселерів New York Times. Твори презентують подорож у часі до вікторіанської епохи. У Котрини виділяється роман «Втрачені фонтани» (2003), який поєднує наукову фантастику та темне й поетичне фентезі, а також «Фаза виходу» і «Мертвий час», переможці премії UPC у 2000 та 2001 роках відповідно.
Крім того, варто згадати авторів Сантьяго Ексімено з Асурою (2004), хоча автор змішує елементи фентезі; Даніель Марес, дещо менш комерційний автор через його нетрадиційні теми та перспективи, а також похмуре почуття гумору, з «У дивних морях» (2004), антологією оповідань, «Мадрид» (2007) та «Шість» (1994), мабуть, його найпопулярнішим. Серед тих, хто опублікував оповідання, були Хуан Антоніо Фернандес Мадригал, Хоакін Ревуельта, Алехандро Карнейро та Хосе Антоніо дель Валле. Автори Едуардо Гальего та Гільєм Санчес і Гомес, які отримали різні нагороди в галузі наукової фантастики, працюють навколо UniCorp або Corporate Universe. Також варто згадати Віктора Конде, лауреата нагороди Minotauro 2010 року за «Хроніки мультивсесвіту».

Серед нових авторів, які з'явилися в останні роки, є Хуан Хасінто Муньос Ренгель з його антологією оповідань «Про механіку та алхімію» (2013); Еміліо Буесо з «Ценітал» (2012); Ісмаеля Мартінеса Біурруна, з «Схованка Гриші» (2011) і «За хвилину до темряви» (2014); і Матіас Кандейра. Ці автори були добре прийняті загальною критикою, що свідчить про зростаюче зовнішнє визнання жанру. Серед останніх авторів, які з'явилися, ми також можемо згадати Карлоса Сісі, який своєю роботою «Пантеон» (нагорода Minotauro 2013) відходить від своїх романів про зомбі, наближаючись до жорсткої наукової фантастики. Інші, хто опублікував деякі важливі роботи в останні роки, це Хесус Каньядас, з «Незабаром настане ніч» (2015), Еліо Кірога, з «Ті, хто мріє» (2015), Діоні Арройо Меріно з «Ми не вміємо мріяти» (2017) або Рей Лоріга з «Здавайтеся!» (2017). Роза Монтеро, лауреат Національної премії з літератури 2017 року, також опублікувала трилогію про реплікантку Бруну Хаскі, дія якої відбувається у дифузному всесвіті Філіпа Діка і «Той, хто біжить по лезу»: «Сльози під дощем» (2011), «Вага серця» (2015) і «Часи ненависті» (2018).
- Габріель Бермудес Кастільо
- Еліа Барсело
- Хав'єр Негрете
- Родольфо Мартінес
- Едуардо Вакерісо
- Хосе Антоніо Котріна

### Нагороди
Премія Альберто Маньо (1989-)Це найстаріша нагорода, присвячена науковій фантастиці в Іспанії. Вона присуджується Університетом Країни Басків коротким оповіданням іспанською або баскською мовами, які належать до жанру наукової фантастики та фентезі на наукову тему.
Премія Цельсія (2008-)
Премія, яка раніше називалася «Цельсій 232», присуджується щороку під час «Чорного тижня» в Хіхоні за найкращий фентезі, науково-фантастичний роман або роман жахів, опублікований іспанською мовою.
Премія Домінго Сантоса (1992-)нагорода, яку присуджує HispaCon за підтримки AEFCFT за неопубліковані короткі науково-фантастичні оповідання. Церемонія нагородження є спільною з премією Ignotus.
Премія Ignotus (1991-)
Вони були створені в 1991 році Іспанською асоціацією фентезі, наукової фантастики та терору (AEFCFT) у відповідь на вручення премії Hugo Awards. Премії, які присуджуються творам, опублікованим в Іспанії, присуджуються в різних категоріях, починаючи від «Найкращого роману», через «Найкращу книгу есе», «Найкращий поетичний твір», «Найкращий журнал» до «Найкращий іноземний роман», серед іншого, включаючи нагороди за кіно та веб-сторінки. Крім того, на цьому ж заході вручаються нагороди Габріеля за надзвичайний внесок певної людини.
Премія «Мінотавр» (2004-)присуджується найкращому неопублікованому науково-фантастичному роману, роману жахів або фентезі від видавництва <i>Minotauro</i>, за яким стоїть видавництво Planeta. Переможців друкує видавництво Minotauro. Першим чисто науково-фантастичним романом в історії цієї нагороди був «Кронікас дель Мультиверсо» Віктора Конде у 2010 році.
Премія Пабло Рідо (1992—2008)Нагорода за коротке оповідання, спочатку присуджена Іспанською асоціацією фентезі та наукової фантастики під назвою «Премія Азнара», а пізніше Мадридською тертулією фантастичної літератури.
Премія UPC (1991-)присуджується Політехнічним університетом Каталонії оригінальним коротким науково-фантастичним романам, написаним іспанською, каталонською, англійською та французькою мовами. Це міжнародно визнана нагорода та одна з найважливіших в Іспанії. Найкращі оповідання опубліковано у збірці NOVA видання Ediciones B.

## Журнали та фанзини
- Anticipación (Передчуття). Між 1966 і 1967 роками.
- Nueva Dimensión (Новий вимір), з 1968 по 1982 рік, без сумніву, найважливіший. Вийшло 143 номери.
- Kandama (Кандама). Опубліковано Мікелем Барсело між 1980 і 1984 роками.
- Cimoc (Кімок), присвячений науково-фантастичним коміксам і видавався Norma Editorial щомісяця між 1981 і 1995 роками.
- Tránsito (Fanzine), з 1982 по 1993 рік, опубліковано 18 випусків.
- BEM, з 1990 по 2000 рік, редагував редактор Interface Grupo: Хосе Луїс Гонсалес, Педро Хорхе Ромеро, Рікард де ла Каса та Хоан Манель Ортіс. Вийшло 75 випусків.
- Gigamesh (Гігамеш), від видавництва Gigamesh. Виходив з 1991 по 2006 рік.
- Stalker (Сталкер), про фентезі та науково-фантастичне кіно, також від видавництва Gigamesh. Виходив з 1998 по 2003 рік.
- El fantasma, фанзин, виданий Луїсом Г. Прадо між 1993 і 1997 роками.
- Solaris (Соляріс) від видавництва La Factoría de Ideas. З 1995 по 2005 рік.
- Artifex (Артифекс). З чотирма різними періодами, між 1997 і 2009 роками. Продовження фанзину The Phantom і повністю присвячене історіям, спочатку написаним іспанською мовою.
- Alfa Eridiani (Альфа Ерідіана). У період з 2002 по 2016 рр.
- Asimov Ciencia Ficción (Наукова фантастика Азімова). Між 2003 і 2005 роками. Іспанське видання американського журналу Asimov's Science Fiction, хоча містить статті та оповідання іспаномовних авторів. Режисер: Домінго Сантос.
- Scifiworld (2005-дотепер). Це найстаріший журнал, присвячений кіно та жанру фентезі, який видається в Іспанії.
- Hélice: Estudios críticos sobre ficción especulativa (Гвинт: Критичні дослідження фантастичної вигадки). Під редакцією Культурної асоціації Xatafi та присвячена літературній критиці наукової фантастики (2006 — тепер).
- Exégesis (Екзегеза). Комікси та графічне оповідання. (2009-по теперішній час)

## Комікси
У післявоєнний період більшість серіалів продовжували перебувати під сильним впливом «Флеша Гордона» Алекса Реймонда (Аль-Дені, Ред Діксон, Вендаваль, Маркос, Хуракан, Кіт-Бой, Анхель Аудас), а El mundo futuro (Світ майбутнього) (1955) і Hazañas de la juventud audaz (Пригоди юнацтва) (1959), в яких Матіас Алонсо адаптував сагу про Азнара Паскуаля Енґіданоса, а також журнал Futuro (Майбутнє) (1957) видавництва Ediciones Cliper, відзначалися своєю якістю.
Вже наприкінці шістдесятих став очевидним вплив французької нової хвилі, представленої Барбареллою в Delta 99 (1967), 5 Infinito (1967), Supernova (1972) або Fantasía, SA (1975).
Під час <i id="mwA_0">буму</i> коміксів для дорослих наукова фантастика займала важливе місце в таких журналах, як 1984 (1978) і меншою мірою в Totem (1977), Comix international (1980) і Cimoc (1981), породжуючи серії, такі як «Історії галактичних таверн» (1979), «Зора та гібернаути» (1980), «Хомбре» (1981), «Роко Варгас» (1983) або «Фрагменти Дельфійської енциклопедії» (1983).

## Аудіовізуальні медіа

### Кіно
Короткометражний фільм «Електричний готель» (1908?) вважається першим іспанським науково-фантастичним фільмом — одним із перших у світі — незважаючи на те, що це був фільм, знятий для французької виробничої компанії Pathé, оскільки його режисером, сценаристом і спеціалістом із ефектів був Сегундо. де Чомон, іспанець. У фільмі показано футуристичний готель, в якому все автоматизовано. Пізніше Чомон зніме ще два науково-фантастичні фільми, «Подорож до планети Юпітер» (1909) і «Подорож до центру Землі» (1910), обидва також зняті для Пате.
З першої половини століття відомі лише «Мадрид 2000 року» фільм, знятий у 1925 році Мануелем Нор'єгою, і «Таємничий острів» (1927) Енріке Рамбала, який так і не був завершений. «Мадрид у 2000 році» показав футуристичний Мадрид, який став би міжнародним діловим центром і річковим містом з величезним каналом, схожим на Суецький, через який через місто пропливають великі кораблі, завдяки роботі Агустіна Макасолі спецефекти Бернардо Перроте. На жаль, копії фільма не збереглися.
1955 року вийшли два твори наукової фантастики. «Збільшувальне скло» (1955) Луїса Люсії — перший іспанський фільм про інопланетян; некласифікована пригода, у якій шанувальники таємниць досліджують марсіанську посадку. Другий — «Інше життя капітана Контрераса» (1955) Рафаеля Гіла та Фернандо Фернана Гомеса, де з гумором розповідається про пригоди капітана з терсіосів Фландрії, який прокидається в середині XX століття. Фільм випередив фільм «Прибульців» (1993) не менше ніж на сорок років.
Прискорене економічне зростання та соціальні перетворення, що відбувалися в 1960-х роках, дозволили знімати дедалі більше фільмів, а разом з ними і науково-фантастичних стрічок. Перший з них, «Неопалима купина» (1963) Маріано Озореса, — це бачення катастрофи, спричиненої ядерним вибухом у великому місті. Песимістична картина про людей, які вижили і чекають на смерть від радіації, була дуже добре сприйнята критиками, але дуже погано сприйнята глядачами, які віддавали перевагу комедіям. Через три роки вийшов фільм Хосе Антоніо Ньєвеса Конде «Звук смерті» (El sonido de la muerte, 1966). Незважаючи на обмеженість коштів, яка змусила його створити монстра з минулого, якого не можна було побачити на екрані, йому вдалося зняти цікаве полювання за скарбами в Греції. У жанрі гумору є «Дай мені трохи любові», знятий у 1968 році Хосе Марією Форке, це перший фільм Los Bravos, у якому вони виступають як супергерої, які борються проти підозрюваного Фу Манчу. У цьому десятилітті вийшли ще три фільми: дитяча комедія Паскуаля Сервери «Королівство розпаду» (1966), «Монстри терору» (1966) Уґо Фреґонеса про інопланетне вторгнення, яке можна зарахувати до іспанського фентезі, та «Фата морґана» (1965) Вісенте Аранди, що розповідає про події в Лондоні. Останній, незважаючи на те, що дія якого відбувається у футуристичному Лондоні, важко класифікувати, оскільки насправді це дивний психологічний трилер, в якому люди з'являються і зникають.
1970-ті роки були одними з найплідніших щодо фільмів у жанрі фантастики, враховуючи, що країна перебувала в роки фантастичного терору та викриття, а фільми, подібні до «Космічної одіссеї 2001 року», дивилися за кордоном. Першою з них є комедія «Астронавт» (1970) Хав'єра Агірре, в якій група шахраїв на чолі з Тоні Лебланом засновує SANA (Sociedad Anónima de Naves Aeroespaciales), за допомогою якої вони намагаються відправити астронавта на орбіту. Того ж року відбулася прем'єра фільму Хуана Лоґара «Трансплантація мозку», а 1974-го — «О, моє серце» Леона Клімовського, обидва фільми розповідають про трансплантацію мозку та проблеми ідентичності, які вона породжує. та породженим проблемам ідентичності. У 1972 році Еухеніо Мартін зняв «Паніку на Транссибі» з Крістофером Лі та Пітером Кушингом, історію жахів про Транссибірську магістраль, яка демонструє вплив фільму «Річ з іншого світу» (1951). У 1973 році вийшла екранізація «Таємничого острова» Жуля Верна з такою ж назвою, з Омаром Шарифом у ролі капітана Немо та Хуаном Антоніо Бардемом у постановці. Зрештою, Хуан Карлос Оларія зняв фільм «Людину, за якою переслідує О» (1976), історія людини, якій ніхто не вірить, і Уго Тоньяцці «Мандрівники на заході сонця» (1979), з підтекстом, схожим на «Втечу Логана», антиутопія, в якій люди, старші за 40 років, потрапляють у вигнання.
Режисер, продюсер і сценарист Хуан Пікер Сімон, який виховав ціле покоління фахівців зі спецефектів на студії Пікера, заслуговує на окрему категорію. Між 1970-ми та 1980-ми роками Пікер Сімон розпочав свою кар'єру в науковій фантастиці з екранізації Верніана «Подорож до центру Землі» (1976), яку сам Пікер назвав «першим фільмом, який можна вважати фільмом зі спецефектами в історії іспанського кінематографа». У 1979 році він зняв іспанську версію «Супермена», «Надзвукова людина» (1979), перший іспанський фільм про супергероїв, якщо не брати до уваги скетч «Лос Брінкос». У 1983 році він випустив фільм «Нові прибульці» (Los nuevos extraterrestres), своєрідний «Іншопланетянин», яким Пікер не був задоволений: те, що починалося як історія жахів, було змінено співпродюсерами до невпізнаваності. Він також зняв «Таємницю на острові монстрів», молодіжну пригоду, але зрештою зосередився на жахах, знявши такі фільми, як «Тисяча криків уночі» (1982), «Слимаки, слизька смерть» (1988) і «Розлом» (1989), хоча останній, натхненний фільмом Джеймса Кемерона «Безодня», має пригодницький підтекст.
1980-ті роки представили один із найбільших блокбастерів в історії іспанського кіно: «Лицар Дракона» (1985) Фернандо Коломо, який, у свою чергу, є одним із найбільших його провалів. Фільм намагається змішати прибуття інопланетянина в Середньовіччі з легендою про Святого Георгія, не маючи можливості переконати, незважаючи на розкішний акторський склад: Клаус Кінскі, Харві Кейтель, Фернандо Рей і Мігель Босе. У цьому десятилітті можна назвати ще два фільми: «Веслування на вітрі» (1987) Гонсало Суареса, відродження міфу про Франкенштейна через історію Мері Шеллі, та «Місячний Ніньо» (1989) Агустіна Вільяронги про клон, створений для управління новою нацистською імперією, в якій змішані мутації, розумові здібності та генетичні маніпуляції, що робить його тривожним і непіддається класифікації.
Десятиріччя дев'яностих ознаменувалося до і після, головним чином завдяки двом фільмам: «Мутантний бойовик» (1992), Алекса де ла Іглесіа, і «Розплющ очі» (1997), Алехандро Аменабара, обидва з найкращих у кіно наукової фантастики в Іспанії. Перший — густа комедія, яка не залишає нікого без голови. Вона розповідає історію деформованих терористів-мутантів, які на космічному кораблі «Вірджен дель Кармен» вирушають на планету Акстуріас, щоб здійснити напад на красивих і заможних членів суспільства, яке їх маргіналізує. Другий фільм, «Розплющ очі» (Abre los ojos), приніс Аменабару міжнародну славу, і фільм був знятий у США, «Ванільне небо», з Томом Крузом і Пенелопою Крус у головних ролях. Сюжет, що нагадує «Убік» і «Око в небі» Філіпа Діка і «використовує науково-фантастичні пристрої, сплячку, сприйняття нереальності, щоб показати крихкість спогадів і слабкий бар'єр між божевіллям і розсудливістю». Серед інших фільмів, випущених у десятиліття, були «Супернова» (1992) Хуана Міньона з Мартою Санчес і Хав'єром Гурручагою, який не мав великого успіху ні у критиків, ні у публіки; «Безвихідь» (1995), Оскар Айбар, заснований на коміксах постапокаліптичного піджанру, з Іггі Попом у головній ролі; «Nexus 2431» (1996), автор Хосе Марія Форке; «Мене звуть тінню» (1996) Гонсало Суареса, який розповідає про Джекіла та Хайда. Нарешті, два фільми, присвячені темі божевільного вченого: «Науково досконалий» (1996) Франсеска Ксав'є Капелла та «Найпотворніша жінка в світі» (1999) Мігеля Бардема. Спірним є те, що «Чудо П. Тінто» (1998) Хав'єра Фессера належить до жанру наукової фантастики, незважаючи на появу інопланетян.
Початок XXI дебютує фільмом «На мілині» (2001) Марії Лідон, який розповідає про спільну місію NASA та ESA на Марс. Будучи першим і останнім іспанським жорстким науково-фантастичним фільмом, він не мав особливого успіху, чому сприяли його погане розповсюдження та слабка реклама. З 2002 року — «Багато крові» Пепе де лас Ерас з Полом Наші в головній ролі, фільм категорії B про вторгнення ультратіл, яке передається через содомізацію чоловіків, «між крайньою підлістю і найпіднесенішою вульгарністю». Найбільш плідним режисером початку століття є Карлос Атанес, який зняв «FAQ: часті питання» (2004), антиутопію суспільства, де домінують жінки; «PROXIMA» (2007), яка стосується контактів з інопланетянами; «Кодекс Атаніка» (2008), збірка короткометражних фільмів; і «Максимальний сором» (2010), ще одна антиутопія. Мабуть, найкращим науково-фантастичним фільмом десятиліття є «Часова петля» (2007) Начо Вігалондо, який показує, що хорошу наукову фантастику можна зняти з малим бюджетом. Фільм, який отримав три нагороди на фестивалі Fantastic Fest в Остіні (Техас), є заплутаною історією про подорожі в часі. Іншим прикладом гарної роботи з низьким бюджетом є «3 дні» (2008) Франсіско Хав'єра Гутьєрреса, який отримав чотири нагороди на кінофестивалі в Малазі. Десятиліття завершує «Планета 51» (2010) Хорхе Бланко, успішний анімаційний фільм на англійському ринку про земного астронавта, який загубився в позаземному світі: «Е. Т.» вивернута навиворіт.
У другому десятилітті століття слід виділити «Єва» (2011) Кіке Майло та «Чужий» (2011) Начо Вігалондо, яким вдалося зняти цікаві фільми, незважаючи на кризу, яку переживає кіно. Під егідою Антоніо Бандераса було знято два науково-фантастичні фільми: «Страховик» (2014), режисер Габе Ібаньєс, історія робота Азімова, що дуже відповідає EVA; і «Соло», сценарист, режисер і сам Бандерас у головній ролі, історія, яка досліджує образ останньої живої людини на Землі. Завершує десятиріччя «Неймовірні вихідні, що стискаються» (2019) Джона Мікеля Кабальєро, дивовижна драма з циклом часу.

### Телебачення
У 1958 році Televisión Española, яке все ще було в зародковому стані, адаптувало комікс і радіомильну оперу «Дієго Валор» для телебачення, створивши 22 епізоди, які транслювалися щотижня. Це була одна з перших власних постановок TVE. Серіал представив кілька новинок: це був, мабуть, перший дитячий серіал, створений TVE, крім того, що він був першою науковою фантастикою, а в кінці програми ведуча Бланка Альварес подарувала дітям, які були на знімальному майданчику, іграшки, сегмент, спонсорований Madel Plastic Industries. На жаль, невідомо жодного зображення, жодного кадру; Якщо розділи були записані, плівки були використані повторно і не збереглися.
1964 року в ефір вийшов інший серіал із вмістом цього жанру: "Завтра може стати правдою " Чічо Ібаньєса Серрадора та Нарцисо Ібаньєса Менти. Серіал уже транслювався в Аргентині, тому їм було легше продати ідею іспанському телебаченню після трансляції пілотного епізоду. Було трансльовано близько одинадцяти епізодів, кожен з яких базувався на науково-фантастичному творі таких авторів, як Рей Бредбері, Хайнлайн, Манн Рубін, Агустін Куццані та Далміро Саенс. Пізніше Чічо Ібаньєс Серрадор віддав перевагу фільму жахів із «Історіями для неспання», залишивши позаду наукову фантастику.
У 1970-х роках Антоніо Мерсеро зняв три середньометражні фільми для іспанського телебачення: «Хатинка» (1972) разом із Хосе Луїсом Гарсі, найбільш нагороджену іспанську телепродукцію в історії; «Маленькі пташки» (1974) і «Мона Ліза сумна» (1977).
Серіал «Орендар» транслювався на Антені 3 у 2004 році. Підхід, інопланетянин, який уособлює письменника, є науковою фантастикою, але розвиток є традиційною комедією ситуації, ближчою до «Друзів», ніж до «Альфа».
У 2008 році Плутон почав мовлення B.R.B. Nero, комедія Алекса де ла Іглесіа, дія якої розгортається на космічному кораблі, знята капітаном Вальядаресом, який шукає придатну для життя планету. Серіал, натхненний гумористичними науково-фантастичними хітами, такими як «Путівник по Галактиці», «Червоний карлик» і «Доктор Хто», мав 26 35-хвилинних епізодів. Сам Де ла Іглесія заявив, що «це божевільна комедія з досить диким гумором», яку відхиляли інші телевізійні мережі, поки Televisión Española не погодилося її зняти.
Серед серіалів, створених Antena 3, можна відзначити "Захищені « (2010—2012), „Корабель“ (2011—2013) і „Чорна лагуна“ (2007—2010). Усі троє черпають натхнення з американських продуктів: перший у фільмах про супергероїв, а останні два в „Загублених“, які копіюють персонажів і ситуації. У трьох серіалах елемент наукової фантастики менше, а таємниці та романтичних стосунків стають більш важливими.
Без сумніву, найважливішим останнім науково-фантастичним серіалом був „Міністерство часу“ (2015) Хав'єра Олівареса, про що свідчить нагороди <i>Ondas</i>, Срібні кадри, Union de Actores тощо, отримані в 2015 році. Базуючись на ідеї, що в Іспанії існує Міністерство часу, яке відповідає за запобігання модифікації історії мандрівниками в часі, серіал був сприйнятий позитивно критиками: „захоплюючий“, „розважальний, веселий, оригінальний і сміливий. І перш за все, він розумний і ставиться до глядача так, ніби він теж розумний“, „ідея межує з геніальністю“, „сценарій додає манери, також м'які, приправлені незліченними деталями гумору. Сміх приходить, не шукаючи його, як і ототожнення з усіма видами аудиторії“, „згадки, які пов'язані з кількома поколіннями. Від згадки Курро Хіменеза до Термінатора, проходження через Росендо чи того Веласкеса з виглядом величі“. Успіх серіалу в мережах такий, що у його шанувальників з'явилося своє ім'я — „міністри“.

### Радіо
Єдиною радіомильною оперою золотого віку Іспанії, яка належить до жанру наукової фантастики, є „Дієго Валор“, пригоди іспанського астронавта на планеті Венера. Транслювався на Cadena SER з 1953 по 1958 рік у чотирьох розділах: „Дієго Валор“, „Дієго Валор і диявольський принц“, „Дієго Валор і таємниця Юпітера“ та „Дієго Валор і мандрівна планета“, у загальній кількості 1200 розділів розповідається історія Іспанський астронавт Дієго Валор зі своїми нерозлучними супутниками Портолесом, Лаффітом і Беатріс Фонтана, його дівчиною. Радіомильна опера базувалася на коміксі „Ден Дейр, пілот майбутнього“, серіалізованому BBC, і була адаптована для Іспанії Енріке Ярнесом Бергуа. Насправді успіх був такий, що згодом вийшли комікси з героями.
У 1972 році почалася співпраця між Нарсісо Ібаньєсом Серрадором і Radio Nacional de España для трансляції програми Historias paraimaginar. Історії, на відміну від того, що було прийнято в той час, були самодостатніми та базувалися на оповіданнях, які вже були опубліковані, таких авторів, як Рей Бредбері, Едгар Аллан По, Гастон Леру, Роберт Блох, а також серед іспанців сам Ібаньєс Серрадор, Хоакін Амічатіс або Фернандо Хіменес дель Осо. Серрадор був режисером, сценаристом і адаптатором під псевдонімом Луїс Пеньяфіель.

### Музика
До наукової фантастики можна зарахувати деякі пісні, як-от Año 2000 або Sueño spatial Мігеля Ріоса. Проте альбомів, присвячених цій темі, було небагато. Перший альбом цього жанру був створений самим Мігелем Ріосом, який опублікував La Huerta Atómica. Un relato de anticipación. Через чотирнадцять пісень Ріос розповідає антивоєнну байку, більшість часу, кожна пісня, розділ роману. На жаль, альбом не мав великого успіху і був забутий.
Але, безсумнівно, іспанська група, яка найближча до наукової фантастики, це El aviador Dro y sus obreros especializados, зазвичай Aviador Dro, створені в 1979 році. Його пісні часто звертаються до тем і творів наукової фантастики — „Nuclear Yes“, „The Return of Godzilla“, „Anarchy on the Planet“, „Wild Chromosomes“, „Picnic in Formalhaut“, „Néstor the Cyborg“, „Alpha“. Місячна база», «Дівчина з оргскла», «HAL 9000», «Побачення на астероїді Едем», «Алекс і Другос», «Зона привидів», «Втеча з Титана», «Gran Asimov Square», «Mechasburg», «Orbital Elevator», «Aelita» або «_Artificial Intelligence_» — вставлені в електронні та техно мелодії.

### Нагороди
З 1994 року Ignotus Awards має категорію «Найкраща аудіовізуальна продукція», яка в основному присуджується фільмам, але в 2013, 2014 і 2015 роках вона була присуджена подкасту Los Verdhugos. Іншим винятком був 1997 рік, з поставкою коміксу Iberia Inc. і 2006, присвячений веб-анімації, Cálico Electrónico.
Але, безсумнівно, найважливіші нагороди, присвячені жанру фентезі в Іспанії, — це ті, що присуджуються фестивалем у Сіджесі, фестивалем, присвяченому фантастичному, науково-фантастичному та фільму жахів, який проводиться в Сіджесі, на узбережжі Середземного моря, за сорок кілометрів від нього. на південь від Барселони. На фестивалі присуджуються різні нагороди: за найкращий фільм, режисера, актора, актрису, сценарій, фотографію тощо, а також спеціалізовані нагороди, такі як Gran Premi del Públic, за повнометражний фільм за вибором публіки; Східний експрес — Casa Àsia, за найкращий азійський фільм; Sitges Clàssics, до класичного кіно, яке включає підкатегорії «Триб'юти», «Уявна Європа» та «Ретроспективи»; Премія «Машина часу», «Почесна гран-прі» та "Почесна Мері " за професійну кар'єру; або Премія Хосе Луїса Гуарнера, яку присуджують критики за найкращий фільм, серед кількох інших.

## Іспанський фандом
Фандом в Іспанії починає набувати значення з Nueva Dimensión. Навколо цього журналу збирається певна кількість шанувальників, які з часом створять власні фанзини та видання. Зі створенням HispaCon (найважливіша щорічна подія цього жанру в Іспанії) та появою Іспанської асоціації фентезі, наукової фантастики та жахів це явище досягло свого піку.
Писати історію фандому в Іспанії було б складно, але вона послужила розплідником для деяких сучасних письменників і есеїстів. Серед найвидатніших імен іспанського фанату є такі письменники, антологи, критики і редактори, як Домінго Сантос, Луїс Відгіл, Агустін Хаурегісар, Алехо Куерво, Хуліан Дієс і Мікель Барсело Гарсія.

### Зустрічі
- AsturCon, подія, яка відбувається під час Чорного тижня в Хіхоні.
- Aznarcon, зустрічі, організовані фанатами саги про Азнара.
- Basauri Con, зустріч, яка відбувається в Басаурі (Віскайя).
- Celsius 232, відзначається з 2012 року в місті Авілес (Астурія).[61][62]
- Espatrek, зустріч шанувальників серіалу «Зоряний шлях».
- HispaCon, конференція, організована Іспанською асоціацією фентезі, наукової фантастики та жахів.
- JEHES, Зустріч шанувальників «Зоряних воєн», яка проходить у Севільї.
- GolemFest, зустріч шанувальників фентезі, жахів та наукової фантастики у Валенсії.

## Бібліоіграфія
- Barceló, Miquel (2006). La ciència-ficció (catalán) . Barcelona: UOC. ISBN 84-9788-519-8.
- Barceló, Miquel (1990). Ciencia Ficción - Guía de Lectura (español) . Barcelona: Ediciones B. ISBN 84-406-1420-9.
- Martín Martínez, Antonio (1972). Antología SF/cómic español. Martín Editor. Depósito Legal: B. 23.268-72.
- Martín, Sara; Moreno, Fernando Ángel, eds. (2017). Science Fiction Studies #132 = Volumen 44, Parte 2, julio de 2017. SPECIAL ISSUE ON SPANISH SF. ISSN No. 0091-7729

## Додаткова бібліографія
- Historia de la ciencia ficción en la cultura española. La Casa de la Riqueza. Estudios de la Cultura de España. Т. 44. Iberoamericana Vervuert. 2018. ISBN 978-84-16922-81-9.

## Зовнішні посилання
- 20minutos Newspaper List: Science Fiction Books in Spanish
- Sci-Fi Books in Spanish
- Spain in The Encyclopedia of Science Fiction
- Pulp SciFi List about Latin and Spanish Science Fiction
- Novelas de ciencia ficción en español at the National Library of Spain.